# Marxes de la mort (Holocaust)
Les marxes de la mort fan referència al moviment forçós realitzat entre la tardor de 1944 i fins d'abril de 1945 per l'Alemanya Nazi, de milers de presoners, la majoria jueus, des dels camps de concentració alemanys prop del front de guerra als camps a l'interior d'Alemanya.

## Antecedents
Cap al final de la Segona Guerra Mundial, en 1944, el Regne Unit i els Estats Units s'aproximaven als camps de concentració per l'oest, mentre la Unió Soviètica avançava per l'est. Atrapada enmig de l'avanç aliat, les SS van decidir abandonar els camps per evitar que el món conegués l'Holocaust. Per a això, van moure o van destruir les proves de les diverses atrocitats que havien comès en aquests camps. Milers de presoners van ser assassinats en els camps, abans que comencessin les marxes, en actes que van ser jutjats en els Judicis de Núremberg com a crims contra la humanitat.
Tot i que els presoners ja estaven febles o malalts, per haver estat sotmesos a una violència rutinària i perenne, treball excessiu i inanició, van marxar per desenes de milers per la neu cap a les estacions de tren. Després, van ser transportats durant dies, sense menjar, aigua o recer en vagons dissenyats originalment per a bestiar. A l'arribada al seu destí, eren forçats a caminar novament cap al nou camp. Qualsevol presoner que fos incapaç de seguir, a causa de la fatiga o malaltia, era immediatament assassinat en el lloc.
La primera evacuació dels presoners de Majdanek va començar a l'abril de 1944. Els presoners de Kaiserwald van ser transportats a Stutthof o assassinats a l'agost. Mittelbau-Daura va ser evacuat a l'abril de 1945. Mentre que a Dachau, els presoners van ser traslladats a l'abril de 1945

## D'Auschwitz a Wodzisław Śląski

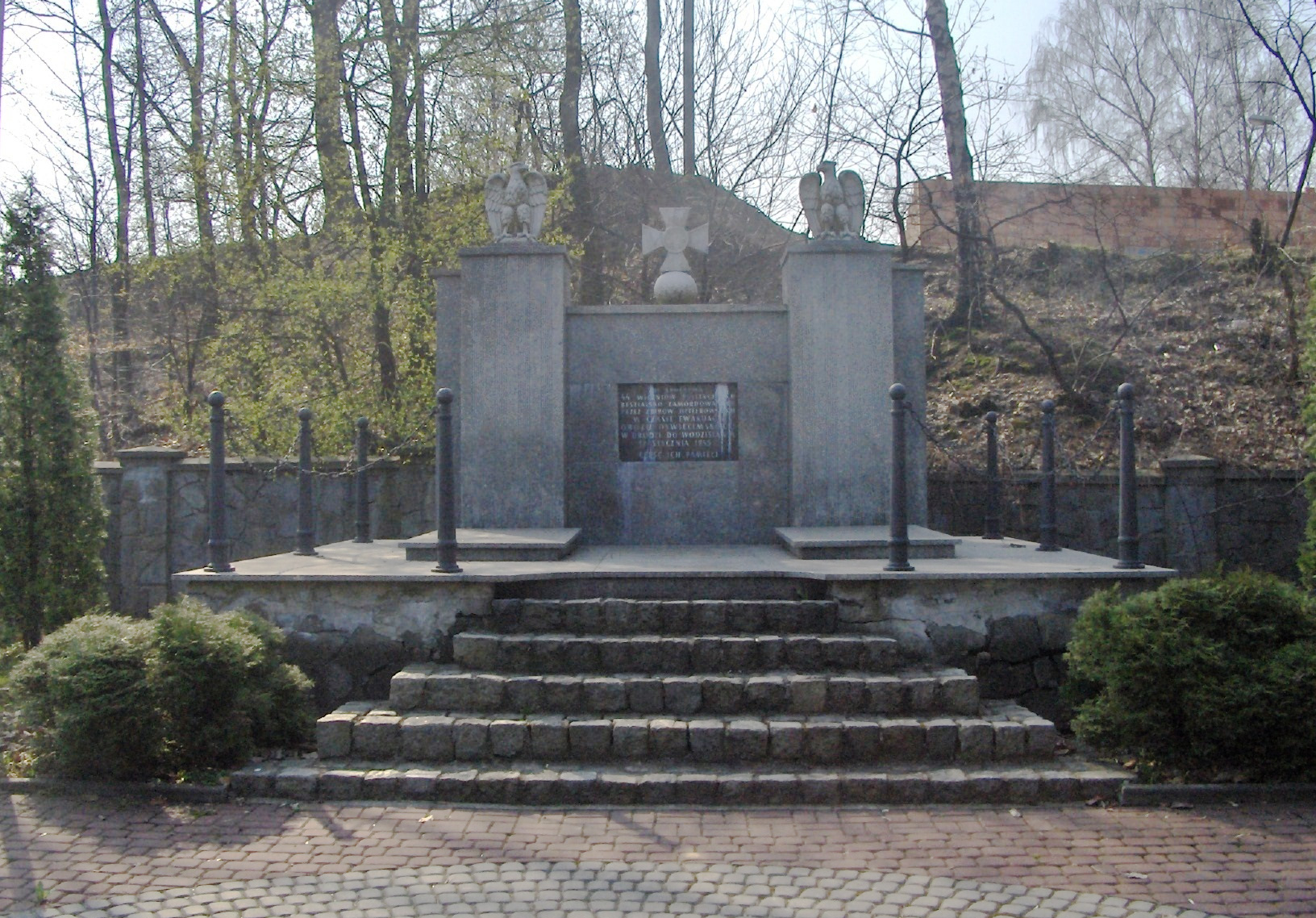
Monument a la marxa de la mort del camp de concentració d'Auschwitz a Wodzisław Śląski.

La més coneguda de les marxes de la mort va tenir lloc el gener de 1945, quan l'exèrcit soviètic va avançar cap a l'interior de Polònia. Nou dies abans que els soviètics arribessin al camp de la mort en Auschwitz, les SS van ordenar marxar a 60.000 presoners fora del camp cap a Wodzisław Śląski (en alemany: Loslau), a 55 quilòmetres de distància, on van ser posats en trens de mercaderies cap a altres camps. Aproximadament 15.000 presoners van morir en el trajecte.
Les SS van matar grans quantitats de presoners a les cambres de gas i per inanició abans de les marxes i van disparar per matar molts altres durant i després de les marxes de la mort. 700 presoners van ser assassinats durant una marxa de deu dies de 8.000 jueus, incloent 6.000 dones que estaven sent traslladats dels camps a la regió de Gdansk, que està envoltada al nord pel mar Bàltic. Aquells que encara estaven amb vida quan van arribar a la costa, van ser forçats a ficar-se al mar i després se'ls va disparar.
Elie Wiesel, un supervivent de l'Holocaust i guanyador del Premi Nobel de la Pau, va ser forçat a una marxa de la mort juntament amb el seu pare, Shlomo, des Buna fins a Buchenwald, marxa que descriu en el seu llibre de 1958   La nit .